# Орр, Уилли
Уи́льям Орр (англ. William Orr; 20 июня 1873, Шотс — 26 февраля 1946, Эрдри, Ланаркшир) — шотландский футболист и футбольный тренер, играл на позиции защитника.

## Биография

### Игровая карьера
Орр начал свою карьеру в «Эйрдриониансе», за который так и не сыграл. В 1894 году перешёл в английский «Престон Норт Энд», в составе которого отыграл три сезона, сыграл 69 матчей и забил 2 гола.
В 1897 году перешёл в «Селтик», с которым были связаны главные успехи в его карьере. Дебютировал за «кельтов» 4 сентября 1897 года в матче Высшего дивизиона с «Хибернианом» — Селтик выиграл ту встречу со счётом 4:1. В составе «кельтов» Орр выиграл 4 чемпионских титула и 3 Кубка Шотландии. Всего в составе «Селтика» Орр отыграл 11 сезонов и сыграл во всех турнирах 212 матчей и забил 23 гола.
За сборную Шотландии сыграл 3 матча и не забил ни одного гола.

### Тренерская карьера
В 1921 году Орр был назначен главным тренером клуба «Эйрдрионианс» и в период его работы команда добилась главного успеха — победы в Кубке Шотландии в 1924 году. Победа в этом турнире является высшим достижением в истории клуба.
В 1926 году возглавил «Лестер Сити», с которым проработал в качестве главного тренера в течение шести сезонов. Крупных успехов как главный тренер «лис» он не достиг. В 1932 году возглавил «Фалкирк», с которым проработал в течение трёх лет. Он был отстранён от тренерской работы на неопределённый срок, когда его заподозрили в подкупе игрока команды соперника, чтобы тот симулировал травму и не вышел на матч против «Фалкирка».

### Смерть
Скончался 26 февраля 1946 года в возрасте 72 лет.

## Достижения

### Как игрок
«Селтик»
- Чемпион Шотландии (4): 1897/98, 1904/05, 1905/06, 1906/07
- Обладатель Кубка Шотландии (3): 1899/1900, 1903/04, 1906/07

### Как тренер
«Эйрдрионианс»
- Обладатель Кубка Шотландии (1): 1923/24